# Roma Esporte Clube
O Roma Esporte Clube é um clube brasileiro de futebol da cidade de Itapetininga, interior do estado de São Paulo. A agremiação foi fundada no dia 22 de janeiro de 2000, já tendo mantido sede nas cidades de Barueri e Apucarana.

## História
O Roma é um clube-empresa itinerante do futebol brasileiro. É desta forma que se pode definir a agremiação esportiva administrada pelo empresário João Wilson Antonini. Em 2000, o clube foi fundado na cidade de Barueri, que fica na região da Grande São Paulo.
Porém, a parceria do Roma com a prefeitura de Barueri não foi mantido e o clube se transferiu para a cidade de Apucarana, no Paraná, onde foi criada uma nova equipe de futebol.
Em 2008, a equipe instalou-se na cidade de Itapetininga, onde realizou seus treinamentos. Entretanto, os jogos foram mandados no estádio do Elosport  Capão  Bonito, na cidade de Capão Bonito, já que o Estádio Péricles D’Avila Mendes, em Itapetininga, que pertencia ao DERAC, passava por reformas. A equipe disputou a Segunda Divisão daquele ano e foi eliminada na primeira fase por escalação de jogador irregular (e a perda de seis pontos).
A pretensão do Roma Esporte Clube era investir R$ 14 milhões na construção de um centro esportivo. A estrutura comportaria 52 apartamentos, salas de musculação, fisioterapia e do departamento médico, campos de futebol, entre outros detalhes. Mas a ausência de parceiros e a falta de apoio público fez o projeto não sair do papel e o clube não disputou mais competições profissionais até então.

## Estatísticas

### Participações
| Competição      | Temporadas | Melhor campanha     | Anos | A | R |
| Segunda Divisão | 1          | 27º colocado (2008) | 2008 | – |   |